# フランセス・ラングフォード
フランセス・ラングフォード（Frances Langford、1913年4月4日 - 2005年7月11日）は、アメリカ合衆国の女優であり、おもにラジオの黄金時代に活動していた。
ミュージカル映画『夜毎八時に』でI'm in the Mood for Loveを歌ったことで知られており、後にこの歌はビリー・アイリッシュによってカバーされた。
また、「GIナイチンゲール」の異名を持ち、ボブ・ホープとともに軍隊での慰安興行に行っていたことで知られている。

## 出演作品
- 夜毎八時に Every Night at Eight (1935)
- 踊るブロードウェイ Broadway Melody of 1936 (1935)
- 女学生大行進 Collegiate (1936)
- 踊るアメリカ艦隊 Born to Dance (1936)
- 映都万華曲 Hollywood Hotel (1937)
- 女学生の恋 Too Many Girls (1940)
- ヤンキー・ドゥードゥル・ダンディ Yankee Doodle Dandy (1942)
- ロナルド・レーガンの陸軍中尉 This Is the Army (1943)
- グレン・ミラー物語 The Glenn Miller Story (1954)